# Тринадцята жертва
«Тринадцята жертва» — американський фільм жахів режисера Мела Гауса, що вийшов на екрани в 2008 році.

## Зміст
Вілл Спенсер не проста людина. Він є спадкоємцем перших занепалих ангелів, і тьма навіки залишиться у його венах. Та сам по собі герой зовсім не прагне до поневолення світу або залучення його в пучину темряви. І саме йому доведеться вступити в сутичку з тими, хто міг стати його союзниками і перервати жахливий ритуал, наслідки якого будуть абсолютно катастрофічними.

## Ролі
| Актор            | Роль                              |
| ---------------- | --------------------------------- |
| Тім Вробель      | Вілл Спаннер / Вілл Стоктон       |
| Сизар Кастілло   | Клів                              |
| Анжанетт Клюіс   | Леандра                           |
| Річард Флуд      | офіцер Вайт                       |
| Оджінга Грін     | бармен                            |
| Зої Гантер       | Скайлер                           |
| Томас Керзена    | самотній чоловік                  |
| Дженніфер ЛаФлер | Долорес Стівенс / Долорес Стоктон |
| Лінн Майклс      | офіцер Джентрі                    |
| Меттью Паттерсон | Бред ЛаДуче                       |

## Знімальна група
- Режисер — Мел Гаус
- Сценарист — Джеффрі Волінські, Майкл Волінські
- Продюсер — Шон Фокс, Джеррі Фейфер
- Композитор — Роберт Ібарра

## Серія
- Чаклунство / Witchcraft (1988)
- Чаклунство 2 : Спокусниця / Witchcraft II: The Temptress (1989)
- Чаклунство 3 : Поцілунок смерті / Witchcraft III: The Kiss of Death (1991)
- Чаклунство 4 : Невинне серце / Witchcraft IV: The Virgin Heart (1992)
- Чаклунство 5 : Танець з Дияволом / Witchcraft V: Dance with the Devil (1993)
- Чаклунство 6 : Коханка Диявола / Witchcraft VI: The Devil's Mistress (1994)
- Чаклунство 7 : Час розплати / Witchcraft VII: Judgement Hour (1995)
- Чаклунство 8 : Привид Салема / Witchcraft VIII: Salem's Ghost (1996)
- Чаклунство 9 : Гірка плоть / Witchcraft IX: Bitter Flesh (1997)
- Чаклунство 10 : Повелителька / Witchcraft X: Mistress of the Craft (1998)
- Чаклунство 11: Сестри по крові / Witchcraft XI: Sisters in Blood (2000)
- Чаклунство 12 : У лігві змія / Witchcraft XII: In the Lair of the Serpent (2002)
- Чаклунство 13: Тринадцята жертва / Witchcraft XIII: Blood of the Chosen (2008)